# Artículo 175 (Alemania)
El artículo (párrafo o parágrafo) 175 del código penal alemán (§ 175 StGB-Deutschland) fue una norma jurídica que estuvo vigente en Alemania desde el 1 de enero de 1872 hasta el 11 de junio de 1994, cuyo contenido penaba las relaciones homosexuales entre personas de sexo masculino. De hecho, desde 1935 (párrafo 175b) hasta 1969 abarcaba incluso los «actos contra natura con animales». En total, unos 140 000 hombres fueron procesados bajo las diferentes versiones de este artículo.
En 1935, el régimen nazi endureció el contenido del artículo 175. Entre otras cosas, se incrementó la pena máxima de seis meses a cinco años de prisión y, además, se ampliaron las actividades relacionadas con actos condenables bajo la ley. Inicialmente solo se refirió a la actividad sexual (a todo tipo de acciones «obscenas»), pero el nuevo párrafo 175a, pensado para «casos con agravante», prescribía penas de uno a diez años de trabajos forzados. La homosexualidad era reprimida porque se consideraba una muestra de degeneración racial que podía transmitirse, como vicio, de unos individuos a otros; por ello, había que cortarla de raíz para evitar que se extendiera entre la población.
La República Democrática Alemana retomó en 1950 la anterior versión del artículo 175. Sin embargo, persistió en el uso del artículo 175a. A fines de los años 1950 se dejó de castigar la homosexualidad entre adultos pero en 1968 la RDA creó su propio código penal en el cual, dentro del artículo 151, se condenaban las relaciones homosexuales con menores, tanto para hombres como para mujeres. En 1989 este artículo se eliminó completamente.
Durante dos décadas, la República Federal de Alemania mantuvo las versiones de los artículos 175 y 175a de igual forma que durante la época del nacionalsocialismo. En 1969 se realizó una reforma y en 1973 otra. A partir de ese momento solo eran sancionables los actos homosexuales con jóvenes varones menores de 18 años y, tras un intento fallido de los Verdes en los años 1980, el artículo fue definitivamente eliminado en 1994 con la adaptación de las legislaciones de ambas Alemanias.
Popularmente, la denominación para homosexuales se convirtió en «los 175» (175er) y se consideraba el 175 como la «fiesta de los maricones».

## Orígenes

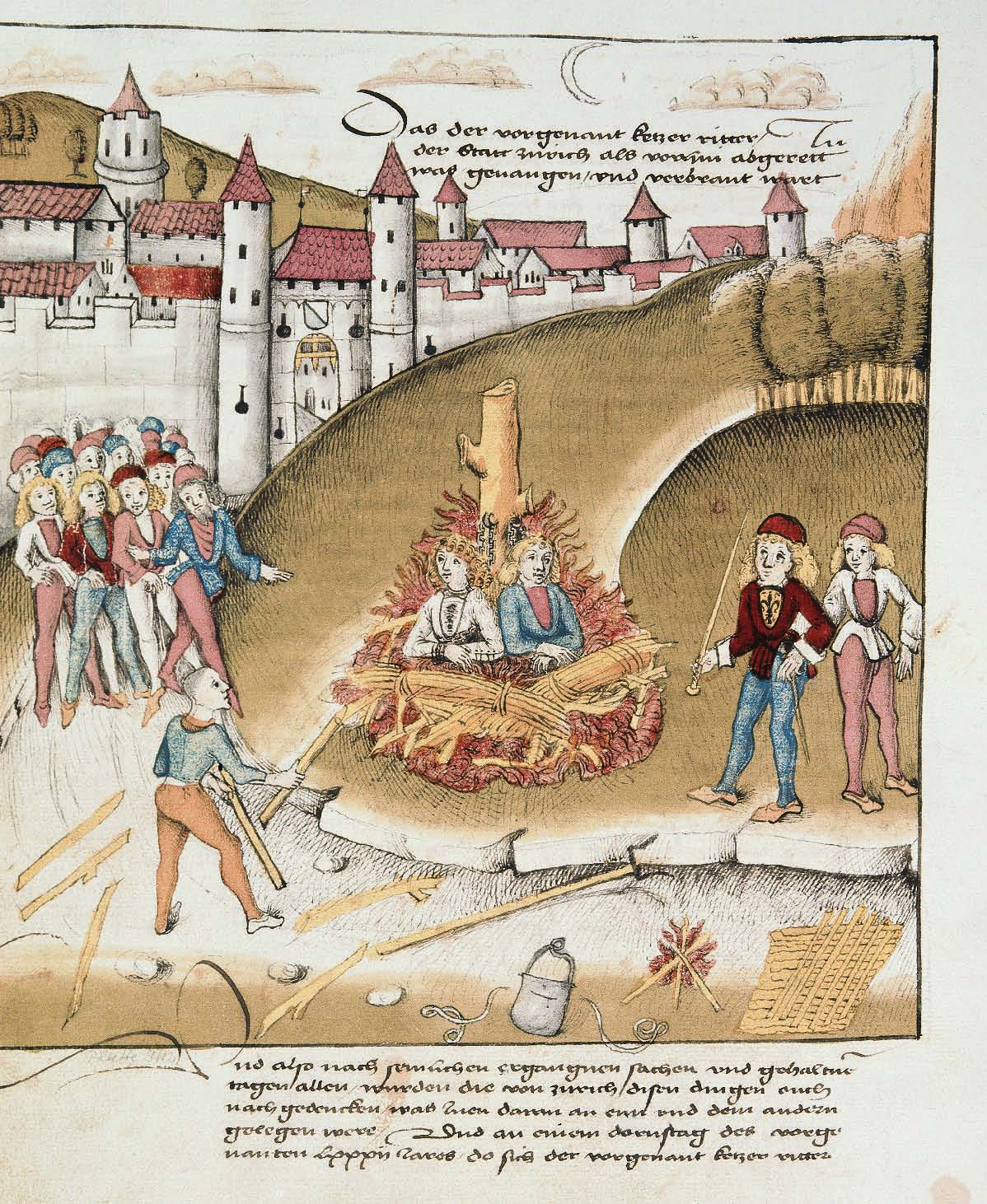
La quema en la hoguera del caballero Von Hohenberg con su escudero, ante las murallas de Zúrich (1482).

En la segunda mitad del siglo XIII el sexo anal entre hombres pasó de ser un pecado, aunque completamente legal, a convertirse en un crimen, condenado en casi toda Europa con la pena de muerte (véase también: sodomía).
En 1532, Carlos V del Sacro Imperio Romano creó una base legal para esa costumbre en su Constitutio Criminalis Carolina, que mantuvo su vigencia en el Sacro Imperio Romano Germánico hasta finales del siglo XVIII. El párrafo 116 dice: 

Castigad así al impúdico, cuando actúe contra natura. En el caso de que una persona actúe de forma impúdica con un animal, un hombre con un hombre, una mujer con una mujer, entonces han perdido el derecho a la vida. Y se deberá, según la costumbre, llevarlos a la muerte con el fuego.

En 1794, después de que ya lo hubieran hecho Francia y Austria, Prusia, con la introducción del Derecho común, la pena de muerte se reduce a una pena de cárcel. El artículo 143 señala que: 

La fornicación contra natura, realizada entre personas del sexo masculino o de personas con animales, está castigada con una pena de cárcel de seis meses a cuatro años, además de la suspensión temporal de los derechos civiles.

Con ello, Prusia se convierte en un estado pionero e ilustrado, aunque pronto se vio superado por el desarrollo de otros países. Así, en 1810, el Código Penal francés solo eran punibles las conductas que atentaran contra los derechos de un tercero, lo que equivalía a la legalización del sexo con consentimiento mutuo entre hombres. Con sus conquistas, Napoleón exportó su Código Civil y Código Penal a otros países, como los Países Bajos. También Baviera siguió el ejemplo francés y eliminó en 1813 todos los delitos sin víctima.
Observando este desarrollo de acontecimientos, el gobierno de Prusia se preocupó de que el artículo 143 desapareciese con la creación del Imperio alemán, por lo que, dos años antes de la unificación, intentó justificar científicamente la existencia del artículo. Para ello, reunió a una Deputation für das Medizinalwesen (Diputación para las Ciencias Médicas) a la que pertenecían entre otros los famosos médicos Rudolf Virchow y Heinrich Adolf von Bardeleben.
Sin embargo, en su informe del 24 de marzo de 1869 se declararon «incapaces de encontrar razones por las que, mientras que otros tipos de fornicación no aparecen en la legislación, se castigue el sexo con animales o entre hombres». De igual forma, la propuesta de legislación penal presentada por Bismarck en 1870 para la Confederación Alemana del Norte se basaba en las correspondientes leyes prusianas. La propuesta se justificaba con la «opinión pública»: 

Pero incluso cuando la eliminación de estos delitos se puede justificar desde el punto de vista de la medicina y de algunas teorías del derecho penal; el sentido de la justicia del pueblo condena esos actos no sólo como vicio, sino también como delito [...]

## Imperio alemán
El 1 de enero de 1872, un año después de su creación, el código penal de la Confederación Alemana del Norte se convirtió en el código penal del Imperio alemán. Así, el sexo entre hombres se convirtió de nuevo en delito también en Baviera. Casi copiado palabra por palabra del correspondiente artículo del derecho prusiano de 1794, el nuevo párrafo 175 del Reichsstrafgesetzbuchs (Código Penal Imperial) decía lo siguiente:

La fornicación contra natura realizada entre hombres o de personas con animales se castigará con pena de cárcel; también se podrán retirar los derechos civiles.

El castigo mínimo fue reducido con respecto al artículo 143 del derecho común de Prusia de seis semanas a un día; la pena máxima se dejó en seis meses. La pérdida de los derechos civiles podía consistir, entre otras cosas, en la retirada del título de Doctor o en la prohibición de la participación activa o pasiva en las elecciones.
Ya en la década de 1860 ciertos individuos como Karl Heinrich Ulrichs y Karl Maria Kertbeny habían alzado su voz en vano contra el párrafo 143 de la legislación prusiana. Durante el Imperio se formó en 1897 el Wissenschaftlich-humanitäres Komitee (WhK, Comité científico humanitario), una asociación de notables que intentaba eliminar el artículo 175 con el argumento de que la homosexualidad era innata. Una petición para la eliminación del artículo 175 que se basaba en ese argumento realizada en 1897 por el médico y presidente del WhK Magnus Hirschfeld consiguió reunir 6000 firmas. Un año más tarde el jefe del Partido Socialdemócrata de Alemania, August Bebel, introdujo la petición en el parlamento sin ningún éxito.
Diez años más tarde, el Parlamento debatió ampliar el artículo 175 también a las mujeres. En el borrador, el Vorentwurf zu einem deutschen Strafgesetzbuch (E 1909; Borrador para un código penal alemán) dice textualmente: 

El peligro para la vida en familia y para la juventud es el mismo. El que tales casos hayan aumentado en tiempos recientes está demostrado de forma verosímil. Por lo tanto, es del interés de la moralidad pública y de la prosperidad común que las cláusulas se extiendan también a las mujeres.

El borrador debía llegar al Parlamento para su votación no antes de 1917, según las estimaciones de los expertos. Sin embargo, el inicio de la Primera Guerra Mundial y la posterior desaparición del Imperio llevaron al borrador a la papelera.

## República de Weimar
De forma similar a lo ocurrido en el Imperio, en la República de Weimar los partidos de izquierdas no consiguieron abolir el artículo 175 por falta de la mayoría necesaria. Más probabilidades de éxito tenían sin embargo los planes del gobierno de centro-derecha de recrudecer el artículo 175. La reforma preveía, además del párrafo 296, que era equivalente al antiguo artículo 175, la creación del artículo 297. El 297 debía encargarse de casos con agravante, como la prostitución homosexual, el sexo con hombres menores de 21 años o el abuso sexual de hombres que se encontraban en una relación de servicio o trabajo. Estos casos se consideraban impudicia grave, lo que los convertía en delitos y no en faltas. En este caso no solo se consideraba la sodomía y similares como en el 175, sino que también entraban otros tipos de relación sexual como la masturbación mutua.
Los redactores de los dos nuevos párrafos, el 296 y el 297, justificaron el contenido en relación con la salud pública:

Hay que basarse en que la opinión pública alemana considera la relación sexual entre hombre y hombre como un error, que es capaz de arruinar el carácter y destruir el sentido de la moral. Si este error se extiende, lleva a la degeneración del pueblo y a la decadencia de sus fuerzas.

En 1929, durante la discusión del borrador en la comisión de derecho penal del parlamento, el Partido Comunista, el Partido Socialdemócrata y el Partido Democrático consiguieron con una mayoría de 15 a 13 votos rechazar el artículo 296. Esto hubiera equivalido a una legalización de la homosexualidad «simple» entre hombre adultos. A la vez, se aprobó con una gran mayoría el artículo 297 (los casos llamados «con agravante»), con los únicos tres votos en contra del Partido Comunista. Sin embargo, también este éxito, que fue calificado por el Comité científico humanitario como «un paso adelante y dos atrás», se desvaneció en marzo de 1930 cuando la Interparlamentarische Ausschuß für die Rechtsangleichung des Strafrechts zwischen Deutschland und Österreich (Comisión interparlamentaria para la equiparación del derecho entre Alemania y Austria) adoptó de nuevo el artículo 296 en el paquete de reformas, con una votación a favor de 23 a 21. No obstante, no se llegó a la aprobación, ya que el Gabinete Presidencial de principios de los años 1930 había paralizado de facto el proceso legislativo.

## Nacionalsocialismo
En 1935 el régimen nazi recrudeció el artículo 175 redefiniendo las faltas como delitos, con lo que la pena máxima fue aumentada de seis meses a cinco años. Además, con la eliminación del adjetivo contra natura también se suprimió la tradicional limitación a la fornicación. El delito ahora se cometía cuando «de forma objetiva se daña el sentido del pudor público y de forma subjetiva había intención lujuriosa de despertar la sensualidad de uno de los dos hombres o de un tercero». Ya no era necesario tocarse para la realización del delito.
Además —y como ya se había planeado en 1925— se creó el artículo 175a, que castigaba casos con agravante como «impudicia grave» con penas de prisión entre uno y diez años. Entre estos casos se contaban:
- el abuso de relaciones de dependencia,
- las relaciones homosexuales con hombres menores de 21 años y
- la prostitución masculina.

Las «relaciones contra natura con animales» se trasladaron al artículo 175b.
La justificación oficial del artículo 175 apareció en una novelización de la ley y se basó en el interés del «mantenimiento de la salud moral del pueblo», puesto que, «por experiencia», la homosexualidad «tiende a extenderse como una enfermedad» y ejerce «una influencia dañina» en los «círculos afectados».

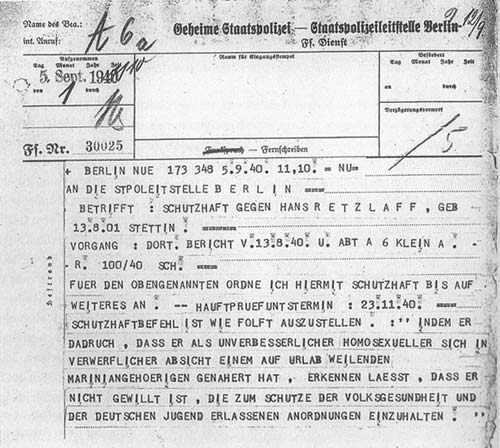
Carta de la Gestapo con una orden para la detención de un «homosexual incorregible».

La novelización del artículo 175 fue una consecuencia de la Noche de los cuchillos largos, que también fue empleada por los nazis para modificar su imagen frente a sectores conservadores y sobre todo frente a la comunidad católica. La homosexualidad de Ernst Röhm era un secreto a voces y también había rumores de una relación entre el dirigente de las Juventudes Hitlerianas Baldur von Schirach y Jürgen Ohlsen, que pertenecía a las Juventudes Hitlerianas y había protagonizado la película Hitlerjunge Quex (Joven hitleriano Quex). Quexen era un verbo muy extendido en el lenguaje coloquial para referirse al sexo entre hombres adultos y jóvenes. Algunos que habían querido ver en las actitudes anticristianas de los nacionalsocialistas un comienzo de mayor libertad sexual, tuvieron que reconocer su error tras la Noche de los cuchillos largos y el recrudecimiento del artículo 175.
Este recrudecimiento llevó a decuplicar los juzgados hasta llegar a los 8000 anuales. Solo entre 1937 y 1939, 100 000 hombres fueron registrados por la Reichszentrale zur Bekämpfung der Homosexualität und der Abtreibung (Central Imperial para la Lucha contra la Homosexualidad y el Aborto). Aproximadamente la mitad de los juicios fueron provocados por denuncias privadas de terceros no implicados (aprox. 40 %) y por empresas y autoridades (aprox. 10 %). Así, por ejemplo, en 1938, la Gestapo recibió la siguiente carta anónima:

Nosotros —una gran parte del edificio de artistas del camino de Barnay— rogamos con urgencia, que el subarrendatario de la Sra. F[...], el Sr. B., sea vigilado, ya que es notorio que tiene visitas diarias de hombres jóvenes. La cosa no puede seguir así. [...] Rogamos fervientemente que se transmita el asunto.

El triángulo rosa.

Al contrario que la policía criminal, la Kriminalpolizei, la Gestapo podía ordenar la prisión incondicional para cualquier homosexual. Esta medida arbitraria se empleaba, por ejemplo, tras una declaración de inocencia por parte del juez o cuando se consideraba la condena realizada demasiado leve. La policía criminalista en cambio tenía la posibilidad de hacer detenciones preventivas. Estas medidas se empleaban para los llamados criminales de la moralidad o los profesionales. Una circular del Reichssicherheitshauptamt (Oficina Principal para la Seguridad del Imperio) del 12 de julio de 1940 daba instrucciones para, de forma general, «detener de forma preventiva, tras el cumplimiento de su condena, a todos aquellos homosexuales que hayan seducido a más de un amante».
Solo el 40 % de los aproximadamente 10 000 hombres que acabaron en campos de concentración por detenciones preventivas o incondicionales y que fueron marcados con un triángulo verde o rosa sobrevivieron. Los homosexuales, al igual que otros presos, fueron liberados de los campos de concentración por los Aliados en 1946.

## Posguerra

### Evolución en la Zona de ocupación soviética y la República Democrática Alemana

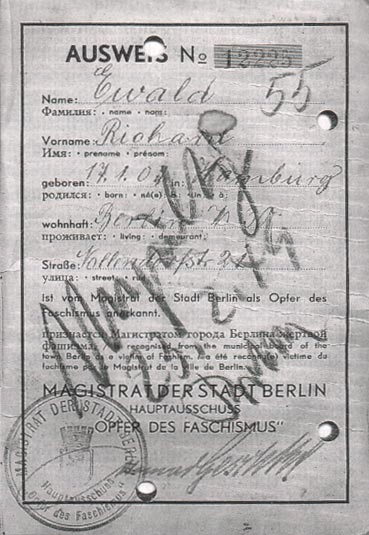
Carné de víctima del fascismo de un prisionero con el triángulo rosa. Declarado no válido por el magistrado de Berlín del Este.

En la Zona de ocupación soviética la evolución fue desigual. Mientras que el gobierno de Turingia suavizó los artículos 175 y 175a en 1945, aproximándolos al nivel de la reforma de 1925, en otros estados se continuó usando la forma de 1935 sin modificaciones. En 1946 el Juristische Prüfungsausschuss des Magistrats von Groß-Berlin (Comité de control jurídico del Magistrado del Gran Berlín) recomendó no incluir el artículo 175 en el nuevo código penal, pero la recomendación no fue tenida en cuenta. En Sajonia-Anhalt el Tribunal Supremo del Land en Halle decidió en 1948 que los artículos 175 a 175b eran un típico ejemplo de injusticia nazi, porque habían cortado un desarrollo jurídico progresista y lo habían hecho involucionar. Actos homosexuales debían ser por lo tanto juzgados únicamente según el derecho penal de la República de Weimar.
Un año después de la formación de la República Democrática Alemana en 1949, el Tribunal Supremo de Berlín decidió para todo el país que el artículo 175 debería ser empleado en su forma válida hasta 1935. Sin embargo, al contrario que el tribunal de Halle, mantuvo sin modificaciones el artículo 175a, porque servía para la protección de la sociedad frente a «actos homosexuales con agravante perjudiciales para la sociedad». En 1954 el mismo tribunal decidió que en el artículo 175a, al contrario que en el 175, no era necesaria la fornicación. Se definía como impudicia todo acto realizado para despertar el apetito sexual que «daña el sentido moral de nuestros trabajadores».
Con la reforma del código penal de 1957 se creó la posibilidad de prescindir de un juicio cuando una acción contraria a derecho no tuviera consecuencias negativas para la sociedad socialista. Esta disposición invalidaba de facto el artículo 175, ya que el Tribunal Supremo de Berlín había sentenciado que «en todos los delitos realizados bajo la redacción antigua del artículo 175 deberá hacerse un uso generoso de la disposición de menudencia». Actos homosexuales entre adultos dejaban, por lo tanto, de ser castigados a partir de finales de años 1950.
En 1968 la RDA creó su propio Código Penal. En el nuevo artículo 151 se definía una pena de hasta tres años o libertad condicional para los adultos que tuvieran relaciones con jóvenes del mismo sexo. Esta formulación independiente del sexo ampliaba el delito al sexo entre mujeres adultas y menores de 18 años.
El 11 de agosto de 1987 el Tribunal Supremo de la RDA emitió una sentencia sobre el artículo 151 con el argumento de que «la homosexualidad, al igual que la heterosexualidad, representa una variedad del comportamiento sexual. Las personas homosexuales no están por lo tanto fuera de la sociedad socialista y los derechos civiles les son garantizados de la misma forma que al resto de ciudadanos». Un año más tarde el Parlamento de la RDA aprobó la quinta reforma del código penal, en el que eliminó sin sustitución el artículo 151. La ley entró en vigor el 30 de mayo de 1989.
A partir de ese momento se aplicaba el artículo 149 del Código Penal de la RDA, que equiparaba la edad de protección del menor a los 16 años tanto para actos homosexuales como heterosexuales.

### Evolución en la República Federal
Antes de la creación de la República Federal Alemana no hubo en las zonas de ocupación de las potencias occidentales ninguna duda de que los párrafos 175 y 175a seguirían vigentes en la forma de 1935. Esta circunstancia implicaba que si alguien era denunciado por el artículo 175, si existían antecedentes de la época nazi, el delito se juzgaba con el agravante de reincidencia.
En 1949 se adoptaron oficialmente todas las leyes válidas hasta el momento, mientras no fueran en contra de la Constitución. En una serie de sentencias el Tribunal Federal (Bundesgerichtshof) se unió a la interpretación del párrafo 175 empleada en el Tercer Reich, por el que la impudicia no implicaba necesariamente contacto físico. Con esta interpretación se podía castigar la masturbación conjunta o a los mirones. Sin embargo, interpretaron que la acción debía tener una cierta intensidad y duración. Con esta base se abrieron entre 1950 y 1969 más de 100 000 expedientes y se dictaron unas 50 000 sentencias firmes.
Mientras que algunos jueces mostraron muchas reservas al emplear el artículo 175 (que consideraban contrario a su sentido de la justicia —así, por ejemplo el Tribunal Supremo del Land de Hamburgo condenó a dos homosexuales a una multa de 3 DM—), otros mostraban una especial intensidad en la persecución. Una oleada de detenciones y juicios en Fráncfort en 1950/51 tuvo consecuencias trágicas: 

Un joven de 19 años se tira de la Torre de Goethe tras recibir una citación judicial, otro huye a América del Sur, otro a Suiza, un dentista y su amante se suicidan con gas. En total se conocen seis suicidios. Muchos de los acusados pierden su trabajo.

En 1955 dos hombres remitieron una queja al Tribunal Constitucional al considerar que los artículos 175 y 175a eran nulos, aunque solo fuera porque fueron promulgados gracias a la ley de plenos poderes del Tercer Reich. Además, contravenía la ley fundamental de la igualdad entre sexos. El 10 de mayo de 1957 el Tribunal Constitucional rechazó la queja. El Tribunal consideraba que ambos párrafos habían sido promulgados en debida forma, y que no estaban tan influenciadas por el derecho nacionalsocialista que hubiera que anular su validez en un estado liberal-democrático. Las diferencias en el trato entre la homosexualidad masculina y la femenina se achacaba a diferencias biológicas y a la desenfrenada sexualidad del hombre homosexual. Como bien jurídico que debía ser protegido, señalaron los puntos de vista morales del pueblo, que se apoyaban de forma determinante en las enseñanzas de las dos grandes confesiones cristianas.
Cinco años más tarde, durante el gobierno de Konrad Adenauer, una propuesta para un nuevo Código Penal para la RFA justificaba el mantenimiento del párrafo 175 con las siguientes palabras: 

De forma más clara que en otros campos, frente a la homosexualidad masculina, el orden jurídico tiene la obligación de emplear la fuerza moralizadora del derecho penal para crear un muro de contención contra la propagación de un vicio sexual, que, si se extiende, representa un grave peligro para un orden vital sano y natural del pueblo.

Con la gran reforma del derecho penal del 25 de junio de 1969, se reformó el artículo 175 poco antes de que acabara su mandato el gobierno de coalición encabezado por el canciller Kurt Georg Kiesinger. El artículo fue reformado para incluir solo los casos con agravante (sexo con menores de 21 años, prostitución homosexual y abuso de relaciones de servicio, trabajo o de autoridad), es decir, aquellos casos que anteriormente estaban cubiertos por el artículo 175a. Al igual que el 175a, el 175b (zoofilia) fue eliminado. Los cambios entraron en vigor el 1 de septiembre de 1969.
Tras una campaña de presión por parte de grupos homosexuales y la primera manifestación de homosexuales de Alemania el 23 de marzo de 1973, el 23 de noviembre de 1973 una coalición de socialistas y liberales finalmente realizó una reforma mayor del derecho penal sexual. El lugar correspondiente en el código penal paso de ser «Delitos y faltas contra la moral», a denominarse «Delitos contra el derecho a decidir su propia sexualidad». También se sustituyó la palabra «impudicia» (Unzucht) por «actos sexuales». En el artículo 175 solo quedó el sexo con menores como con agravantes, pero se redujo la edad de 21 a 18 años. Contactos sexuales entre mujeres no eran mencionados en el código penal. Para niñas existía una edad mínima de 14 años. Según el artículo 182 en vigor, por entonces se podía castigar el contacto sexual entre un adulto y una niña entre 14 y 16 a petición de un tutor.
En 1986, el primer parlamentario abiertamente gay, Herbert Rusche, junto a su partido, los verdes, presentó un proyecto de ley en el parlamento que preveía la eliminación de los artículos 175 y 182. La ley hubiese eliminado la desigualdad de trato y hubiese unificado la edad de consentimiento a los 14 años. Tanto la coalición en el poder, entre cristianodemócratas y liberales, como los socialdemócratas del SPD rechazaron el proyecto, con lo que la ley se mantuvo en su forma de 1973 hasta 1993.
Uno de los más famosos opositores a la mejora de la situación legal de los homosexuales fue el canciller Helmut Schmidt, que con la conocida frase «soy canciller de los alemanes, no de los maricones» rechazó categóricamente una reforma del código penal.

## Desarrollo tras 1990

### Eliminación del artículo 175
A partir de 1990, con la equiparación del derecho entre las dos Alemanias, el parlamento tuvo que decidir entre eliminar el artículo 175 o extender su validez a los nuevos estados. En 1994, con la finalización del plazo para la equiparación, se decidió —en vista también de los cambios sociales ocurridos hasta el momento— eliminar el artículo 175 del código penal. Esto ocurrió el 11 de junio de 1994.
La edad absoluta de consentimiento para actividades sexuales se señaló en los 14 años (párrafo 176). En casos especiales, según el artículo 182, la edad se coloca a los 16. Un delito contra el artículo 182, al contrario que uno contra el artículo 176, solo es perseguido bajo denuncia de la víctima.
En Austria, de forma análoga, el artículo 209 del código penal (el equivalente al 175 alemán) fue eliminado.

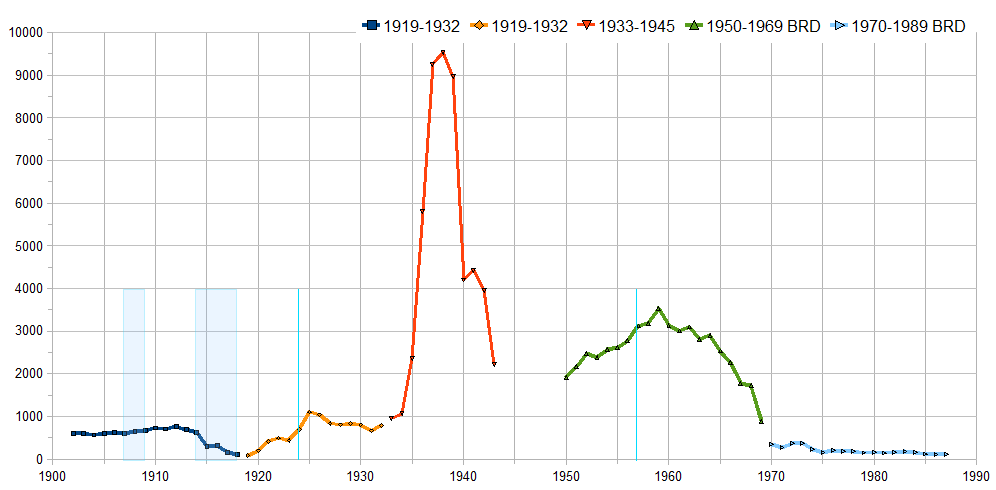
Condenas por el artículo § 175
1.: 1902-1918 (Imperio)
2.: 1919-1933 (República de Weimar)
3.: 1933-1941 (Tercer Reich)
4.: 1950-1969 (Solo la República Federal)
5.: 1970-1987 (Solo la República Federal)

### Rehabilitación parcial de las víctimas
En la fecha simbólica del 17 de mayo, el parlamento alemán decidió en 2002 la ampliación de la Ley de Abolición del Nacional-Socialismo (NS-Aufhebungsgesetz), con los votos en contra de los partidos democratacristiano, conservador bávaro y liberal. Con esta reforma se anulaban las sentencias contra los homosexuales y los desertores durante el Tercer Reich. El político conservador bávaro Norbert Geis calificó la amnistía general como una vergüenza, aunque no se refería, tal como puede leerse en el protocolo del pleno, a las sentencias por actos homosexuales, sino a las sentencias por deserción.
También hubo críticas por parte del movimiento homosexual, ya que el parlamento no tocaba las sentencias posteriores a 1945, a pesar de que las leyes nazis estuvieron vigentes hasta 1969.